# Stenoporpia graciella
Stenoporpia graciella là một loài bướm đêm trong họ Geometridae.